# 普里布茲凱 (赫梅利尼茨基州)
49°23′20″N 27°11′18″E / 49.38889°N 27.18833°E
普里布茲凱（羅馬化：Prubuzke）是位於烏克蘭西部赫梅利尼茨基州赫梅利尼茨基區赫梅利尼茨基市鎮的村莊。該村始建於1926年，面積1.1平方公里，海拔高度280米，處於南布格河畔。2001年人口140，人口密度每平方公里127.3人。